# Pölzig
Pölzig est une commune rurale de Thuringe (Allemagne), située dans l'arrondissement de Greiz et qui fait partie de la communauté d'administration Am Brahmetal.

## Géographie

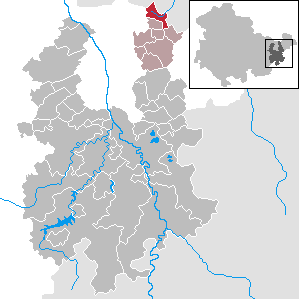
Situation de la commune (en rouge) dans l'arrondissement

Pölzig est située à l'extrême nord-est de l'arrondissement, à la limite avec l'arrondissement du Burgenland en Saxe-Anhalt, à 13 km au nord-est de Gera et à 43 km au nord de Greiz, le chef-lieu de l'arrondissement.
La commune est composée du village de Pölzig et des anciennes communes incorporées de Beiersdorf, Sachsenroda et Wüstenroda.
Communes limitrophes (en commençant par le nord et dans le sens des aiguilles d'une montre) : Gutenborn (village de Heuckewalde), Schnaudertal (villages de Wittgendorf et Bröckau), Reichstädt, Bethenhausen, Hirschfeld et Gera (village de Hermsdorf).

## Histoire
La première mention de Pölzig date de 1184 sous le nom de Beelz. Le village fut au Moyen Âge un fief impérial donné à la famille de Creutzen à laquelle il appartint jusqu'en 1681. En 1826, il appartient aux ducs de Saxe-Cobourg qui sont aussi comtes de Pölzig. L'architecte du Bauhaus, Hans Poelzig (1869-1936), descendait d'une branche de la famille comtale.
Pölzig a fait partie du duché de Saxe-Altenbourg (cercle oriental, ostkreis) jusqu'en 1918. Le village a rejoint le nouveau land de Thuringe en 1920 (arrondissement de Gera).
Après la seconde Guerre mondiale, Pölzig est intégré à la zone d'occupation soviétique puis à la République démocratique allemande en 1949 (district de Gera).

## Démographie
Commune de Pölzig dans ses limites actuelles :
| 1910  | 1933  | 1939  | 1995  | 2000  | 2005  | 2010  |
| ----- | ----- | ----- | ----- | ----- | ----- | ----- |
| 1 273 | 1 293 | 1 258 | 1 288 | 1 389 | 1 358 | 1 257 |

## Communications
Pölzig est située sur la route régionale L1081 Seelingstädt-Ronneburg-Huckenwalde. La L194 rejoint au nord-est Kayna et Meuselwitz.
De 1901 à 1969, la commune a été desservie par la ligne ferroviaire à voie étroite Gera-Meuselwitz de la Wuitzer Eisenbahn.

## Jumelages
- Manderscheid (Allemagne) dans l'arrondissement de Bernkastel-Wittlich en Rhénanie-Palatinat.